# Exidiopsis molybdea
Exidiopsis molybdea är en svampart som först beskrevs av McGuire, och fick sitt nu gällande namn av Ervin 1957. Exidiopsis molybdea ingår i släktet Exidiopsis och familjen Auriculariaceae.   Inga underarter finns listade i Catalogue of Life.